# Buffalo Wild Wings
Buffalo Wild Wings Grill & Bar (NASDAQ : BWLD) est une franchise américaine de bars et restaurants célèbres pour leurs ailes de poulet cuisinées. L'enseigne possède plus de 430 restaurants, dont environ 290 sont en franchises, à travers 35 États des États-Unis.

## Concept
Buffalo Wild Wings se différencie des autres franchises de bars par son concept de "bar des sports". En effet, en plus de proposer à ses clients nourriture et boissons, les établissements mettent à disposition plusieurs écrans géants, placés tout autour de la salle. Les principales diffusions sont bien sûr les matchs sportifs mais aussi les jeux télévisés. Certains restaurants proposent également des bornes « Buzztime », sortes de jeux de questions-réponses en réseau avec de nombreux autres bars américains. Buffalo Wild Wings s'adresse à un public majoritairement masculin, âgé de 16 à 35 ans. La plupart des unités de la chaîne se trouvent à proximité de campus universitaires ou dans des zones résidentielles denses. 
Le plat le plus célèbre de Buffalo Wild Wings sont les ailes de poulet cuisinées avec des sauces plus ou moins épicées. L'enseigne propose une large variété de sauce : 
- Sweet BBQ
- Teriyaki
- Mild
- Parmesan Garlic
- Medium
- Honey BBQ
- Spicy Garlic
- Asian Zing
- Caribbean Jerk
- Hot BBQ
- Hot
- Mango Habanero
- Wild
- Blazin™

Buffalo Wild Wings sert également frites, hamburgers, sandwichs chauds ou froids, tacos, nachos, travers de porc en sauce, filets de poulet, crevettes frites, salades et pâtisseries. De manière plus générale, la chaîne prépare des plats issus de la cuisine du nord des États-Unis, lieu d'origine de ses fondateurs. 

## Histoire

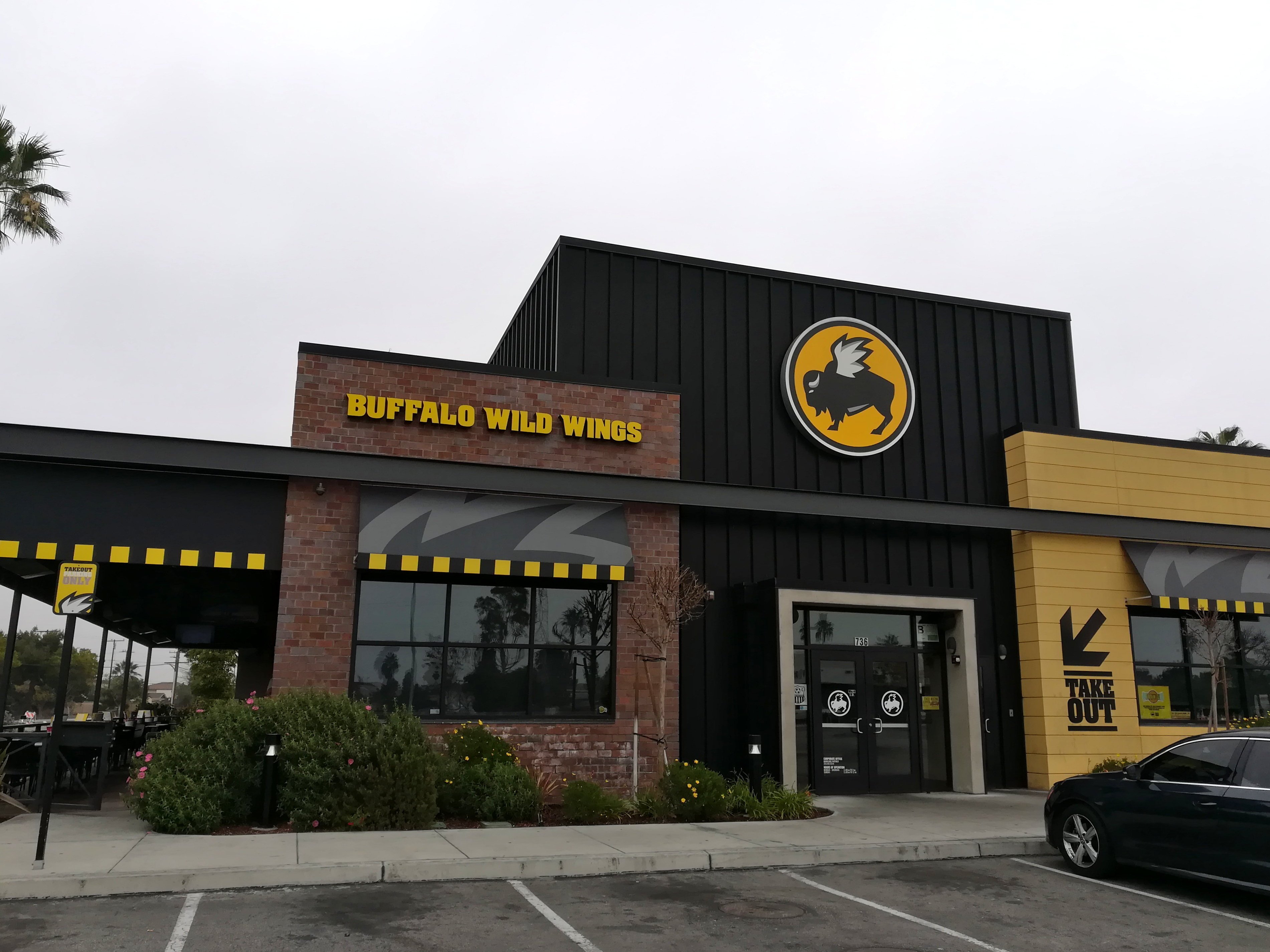
Buffalo Wild Wings in Carson (Californie)

Buffalo Wild Wings est fondée en 1982 par deux amis de longue date, Jim Disbrow et Scott Lowery. Disbrow était né dans l'État du Kentucky, qu'il avait quitté à l'âge de 11 ans pour aller vivre avec un couple de patineurs artistiques, David et Rita Lowery. Leur fils, Scott, alors âgé d'un an, grandit en le considérant comme son propre frère. Patineur de talent, Disbrow part en tournée à travers le pays pour présenter un spectacle, Holiday on Ice. En 1974, lui et sa famille déménagent à Buffalo dans l'État de New York. C'est là, au « Ancho Bar » plus exactement, qu'il goûtera pour la première fois à la spécialité régionale : les ailes de poulet cuites au grill, les Buffalo Wings. Un jour de 1981, alors que Disbrow jugeait une compétition à la Kent State University, dans l'Ohio, il rencontre Scott Lowery. Les deux amis décident d'aller manger des buffalo wings ensemble, mais il ne trouvent aucun restaurant en vendant dans toute la ville. Frustrés, ils ont alors l'idée d'ouvrir leur propre stand d'ailes de poulet dans la ville de Columbus, Ohio, en raison de son importante population étudiante. Dès 1982, le premier Buffalo Wild Wings and Weck (le dernier terme étant une référence au Kummelweck, sorte de petit pain garni populaire dans l'État de New York) ouvre ses portes. La carte affiche des ailes de poulet, préparées avec environ une douzaine de sauces différentes, et des kummelwecks au bœuf. 
Six mois après l'ouverture, un troisième partenaire vient rejoindre le duo d'entrepreneurs, Mark Lutz.  N'ayant aucune expérience du monde de la restauration, les trois jeunes hommes d'affaires dirigent pendant les premières années leur affaire de manière peu prudente et hasardeuse, n'accordant que peu d'attention aux finances.
En 2010, la compagnie a annoncé son expansion au Canada.
En novembre 2017, Buffalo Wild Wings annonce son acquisition pour 2,4 milliards de dollars par Roark Capital Group, un groupe financier détenant également la chaîne de restauration rapide Arby et celle de boulangerie Cinnabon.